# Alejandro Puerto
Alejandro Puerto Díaz (* 1. Oktober 1964 in Pinar del Río) ist ein ehemaliger kubanischer Ringer. Er wurde 1992 Olympiasieger und 1990 und 1994 Weltmeister jeweils im freien Stil im Bantamgewicht.

## Werdegang
Alejandro Puerto begann im Jahre 1976 mit dem Ringen. Er gehörte dem Sportclub Cerro Pelado Pinar del Rio an und wurde hauptsächlich von Juan Caballero und Isidro Canedo trainiert. Er widmete sich ausschließlich dem freien Stil und rang bei einer Größe von 1,60 Metern ab 1984 immer im Bantamgewicht. Er studierte Sport. Seine Laufbahn litt darunter, dass Kuba die Olympischen Spiele 1984 in Los Angeles und 1988 in Seoul boykottierte.
Den ersten Start bei einer internationalen Meisterschaft absolvierte er bereits im Jahre 1978, als er bei der panamerikanischen Juniorenmeisterschaft in der Gewichtsklasse bis 44 kg den ersten Platz belegte. Dann war er erst wieder im Jahre 1982 bei den Zentralamerika- und Karibikspielen in Havanna am Start, wo er hinter Emiro Marquez aus Venezuela im Fliegengewicht den 2. Platz belegte. 1983 kam er bei den Panamerikanischen Spielen in Caracas im Fliegengewicht hinter Ray Takahashi, Kanada und Charles Heard, Vereinigte Staaten auf den 3. Platz. 1984 wurde er in Las Tunas im Bantamgewicht Sieger bei den Zentralamerikanischen Meisterschaften vor Joaquin Valdonado aus Mexiko. An den Olympischen Spielen 1984 in Los Angeles konnte er allerdings wegen des Boykotts dieser Spiele durch Kuba nicht teilnehmen.
1985 wurde er dann erstmals bei einer Weltmeisterschaft eingesetzt. In Budapest belegte er dabei im Bantamgewicht, das von Sergei Beloglasow aus der Sowjetunion gewonnen wurde, den 6. Platz. Bei der Weltmeisterschaft 1986, die wieder in Budapest stattfand, verpasste er mit einem 4. Platz hinter Sergei Beloglasow, Georgi Kaltschew, Bulgarien und Barry Davis, Vereinigte Staaten, nur knapp eine Medaille. 1987 siegte er bei den Panamerikanischen Spielen in Indianapolis vor Robert Dawson, Kanada und Jorge Olvera aus Mexiko. An der Weltmeisterschaft 1987 in Clermont-Ferrand nahm Kuba nicht teil.
1988 nahm Kuba zwar an einem Weltcup-Turnier in Toledo/USA teil, in dem Alejandro Puerto vor Noh Kyung-sun, Südkorea, gewann, nicht aber an den Olympischen Spielen in Seoul. Er musste deshalb zum zweiten Mal nacheinander bei Olympischen Spielen zusehen. 1989 starteten übrigens die kubanischen Ringer dann wieder beim Weltcup-Turnier in Toledo, bei dem Alejandro Puerto hinter Ruslan Karajew, Sowjetunion und Charles Heard, USA, auf den 3. Platz kam. Bei der Weltmeisterschaft 1989 in Martigny/Schweiz schied er schon relativ früh aus und belegte nur den 8. Platz.
1990 gelang ihm dann der erste ganz große Erfolg. Er wurde in Tokio Weltmeister im Bantamgewicht vor Rumen Pawlow, Bulgarien, Sergei Smal, UdSSR und Ahmet Ak, Türkei. Zu Beginn des Jahres 1991 erlitt er bei einem Turnier in Las Tunas eine schwere Armverletzung. Kaum wiedergesnesen startete er bei den Panamerikanischen Spielen 1991 in Havanna und unterlag dort im Finale dem US-Amerikaner Brad Penrith. Bei der Weltmeisterschaft 1991 in Warna konnte er dann wegen der Nachwirkungen dieser Verletzung nicht starten.
Wieder vollständig hergestellt wurde er im Jahre 1992 erneut panamerikanischer Meister vor Robert Dawson und Kendall Cross aus den Vereinigten Staaten. Im August 1992 konnte er dann endlich an Olympischen Spielen, nämlich denen in Barcelona, teilnehmen. Er stellte sich dort in hervorragender Form vor und gewann mit Siegen über Ahmad Nasser, Pakistan, Andres Iniesta, Spanien, Robert Dawson, Oveis Mallahi, Iran, Kendall Cross und Sergei Smal, GUS, die Goldmedaille. 1993 wurde er nicht für die Teilnahme an der Weltmeisterschaft in Toronto nominiert. Hier vertrat Jesus Wilson die kubanischen Farben. 1994 war Alejandro Puerto aber bei der Weltmeisterschaft in Istanbul am Start und gewann dort vor Mohammad Talae, Iran, Bagautdin Umachanow, Russland und Hidemi Hanada, Japan, seinen zweiten Weltmeistertitel.
1995 verlor er bei den Panamerikanischen Spielen in Mar del Plata gegen Terry Brands aus den Vereinigten Staaten und belegte dort den 3. Platz. Bei der Weltmeisterschaft dieses Jahres in Atlanta war er weit von der Bestform des Jahres 1994 entfernt und kam nur auf den 14. Platz. Auch bei den Olympischen Spielen 1996 in Atlanta konnte er nicht mehr an seine früheren Erfolge anknüpfen. Er verlor dort gegen Šaban Trstena aus Mazedonien, gewann dann über den Australier Corey O’Brien und schied schließlich nach einer weiteren Niederlage gegen Mohammad Talae, den er im Finale der Weltmeisterschaft von 1994 noch besiegt hatte, aus. Er landete letztendlich auf dem 15. Platz.
Nach diesen Olympischen Spielen beendete er seine internationale Ringerlaufbahn.

## Internationale Erfolge
| Jahr | Platz | Wettbewerb                                              | Gewichtsklasse | Ergebnisse |
| 1978 | 1.    | Panamerikanische Juniorenmeisterschaft (Cadets)         | bis 44 kg      | |
| 1982 | 2.    | Zentralamerika- und Karibikspiele in Havanna            | Fliegen        | hinter Emiro Marquez, Venezuela |
| 1983 | 3.    | Panamerikanische Spiele in Caracas                      | Fliegen        | hinter Ray Takahashi, Kanada und Charles Heard, USA                                                                                        |
| 1984 | 1.    | Zentralamerikanische Meisterschaft in Las Tunas         | Bantam         | vor Joaquim Valdonado, Mexiko und Saul Leslie, Panama                                                                                      |
| 1985 | 6.    | WM in Budapest                                          | Bantam         | Sieger: Sergei Beloglasow, UdSSR vor Kevin Darkus, USA                                                                                     |
| 1986 | 2.    | Weltcup in Toledo/USA                                   | Bantam         | hinter Sergei Beloglasow, vor Barry Davis, USA                                                                                             |
| 1986 | 1.    | Zentralamerika- und Karibikspiele in Santiago/Dom. Rep. | Bantam         | vor Javier E. Rincon, Kolumbien und Jorge Gonzales, Mexiko                                                                                 |
| 1986 | 4.    | WM in Budapest                                          | Bantam         | hinter Sergei Beloglasow, Georgi Kaltschew, Bulgarien und Barry Davis                                                                      |
| 1987 | 1.    | Panamerikanische Meisterschaft                          | Bantam         | vor Robert Dawson, Kanada und Jorge Olvera, Mexiko                                                                                         |
| 1987 | 1.    | Panamerikanische Spiele in Indianapolis                 | Bantam         | vor Robert Dawson und Jorge Olvera |
| 1988 | 1.    | Weltcup in Toledo/USA                                   | Bantam         | vor Noh Kyung-sun, Südkorea |
| 1988 | 1.    | Panamerikanische Meisterschaft                          | Bantam         | vor Greg Robbins, USA und Jorge Olvera |
| 1989 | 3.    | Weltcup in Toledo/USA                                   | Bantam         | hinter Ruslan Karajew, UdSSR und Charles Heard, USA                                                                                        |
| 1989 | 8.    | WM in Martigny/Schweiz                                  | Bantam         | Sieger: Kim Sik-seung, Südkorea vor Askari Mohammedian, Iran und Rumen Pawlow, Bulgarien                                                   |
| 1990 | 1.    | Zentralamerikanische Meisterschaft                      | Bantam         | vor Luis Hernandez Cortes Narvaez, Kolumbien und Jorge Olvera                                                                              |
| 1990 | 7.    | Großer Preis von Deutschland in Saarbrücken             | Bantam         | Sieger: Alöi Alisultanow, UdSSR vor Zoran Sorov, Jugoslawien                                                                               |
| 1990 | 1.    | Panamerikanische Meisterschaft in Colorado Springs      | Bantam         | vor Raul G. Polo, Peru und Jorg Olvera |
| 1990 | 1.    | WM in Tokio                                             | Bantam         | Pawlow, Sergei Smal, UdSSR und Ahmet Ak, Türkei                                                                                            |
| 1990 | 1.    | Zentralamerika- und Karibikspiele in Mexiko-Stadt       | Bantam         | vor Luis A. Cortes, Kolumbien und Jorge Olvera                                                                                             |
| 1991 | 2.    | Panamerikanische Spiele in Havanna                      | Bantam         | hinter Brad Penrith, USA, vor Robert Dawson und Jorge Olvera                                                                               |
| 1992 | 1.    | Panamerikanische Meisterschaft                          | Bantam         | vor Robert Dawson und Kendall Cross, USA                                                                                                   |
| 1992 | Gold  | OS in Barcelona                                         | Bantam         | nach Siegen über Ahmad Nasser, Pakistan, Andres Iniesta, Spanien, Robert Dawson, Oveis Mallahi, Iran, Kendall Cross und Sergei Smal        |
| 1993 | 3.    | Weltcup in Chattanooga                                  | Bantam         | hinter Bagautdin Umachanow, Russland und Guivi Sissaouri, Kanada                                                                           |
| 1994 | 4.    | Goodwill-Games in St. Petersburg                        | Bantam         | hinter Ismail Zurnacci, Türkei, Bagautdin Umachanow und Brad Penrith, vor Kim Jong-oh, Südkorea                                            |
| 1994 | 1.    | WM in Istanbul                                          | Bantam         | vor Mohammad Talae, Iran, Bagautdin Umachanow und Hidemi Hanada, Japan                                                                     |
| 1995 | 3.    | Panamerikanische Spiele in Mar del Plata                | Bantam         | hinter Terry Brands, USA und Robert Dawson                                                                                                 |
| 1995 | 14.   | WM in Atlanta                                           | Bantam         | Sieger: Terry Brands vor Guivi Sissaouri und Harun Doğan, Türkei                                                                           |
| 1996 | 1.    | Olympia-Qualif.-Turnier in Cali/Kolumbien               | Bantam         | vor Guivi Sissaouri und Rob Calabrese, USA                                                                                                 |
| 1996 | 3.    | Großer Preis von Deutschland in Leipzig                 | Bantam         | hinter Harun Dogan und Olaf Brandt, Deutschland                                                                                            |
| 1996 | 15.   | OS in Atlanta                                           | Bantam         | nach einer Niederlage gegen Šaban Trstena, Mazedonien, einem Sieg über Corey O’Brien, Australien und einer Niederlage gegen Mohammad Talae |

## Erläuterungen
- alle Wettkämpfe im freien Stil
- OS = Olympische Spiele, WM = Weltmeisterschaft
- Fliegengewicht, damals bis 52 kg, Bantamgewicht, bis 57 kg Körpergewicht